# Rosekruciáni

Kříž s růží, obecný symbol rosekruciánů (rosekruciánství)

Rosekruciáni, též rosikruciáni či rosenkruciáni nebo Bratrstvo Růžového kříže, je esoterické hnutí hlásící se k odkazu stejnojmenné tajné společnosti objevující se v „rosekruciánských manifestech“ vydaných na počátku 17. století v Německu. Ty toto hnutí prezentují jako křesťanské bratrstvo věnující se alchymii, hermetismu, kabale, astrologii, rozvoji vědeckého poznání a esoterickému výkladu Bible.
Původní rosekruciánské bratrstvo pravděpodobně nikdy neexistovalo a jeho manifesty byly v zásadě fikcí, ale dostalo se mu velkého ohlasu, pozitivního i negativního, napříč Evropou. K významným učencům, kteří byli rosekruciánství ovlivněni, patřil například Jan Amos Komenský nebo Francis Bacon. Prestiž hnutí silně upadla v 18. století v souvislosti s nástupem skepticismu a racionalismu osvícenství, ale přesto si zachovalo vliv v prostředí svobodného zednářství. Od 19. století se počaly objevovat nové rosekruciánské skupiny v souvislosti s dobovým okultním obrozením. Část z nich se hlásila podobně jako bratrstvo z manifestů k esoterickému křesťanství, další k zednářství a jiné zase ke starověkým mysterijním tradicím. K nejvýznamnějším z nich patří křesťanské The Rosicrucian Fellowship „Rosekruciánské společenství“ založené v roce 1909 a mysterijní Ancient Mystical Order Rosæ Crucis (A.M.O.R.C.) „Prastarý mystický řád růžového kříže“ založený v roce 1925.

## Historie

### Johann Valentin Andreae

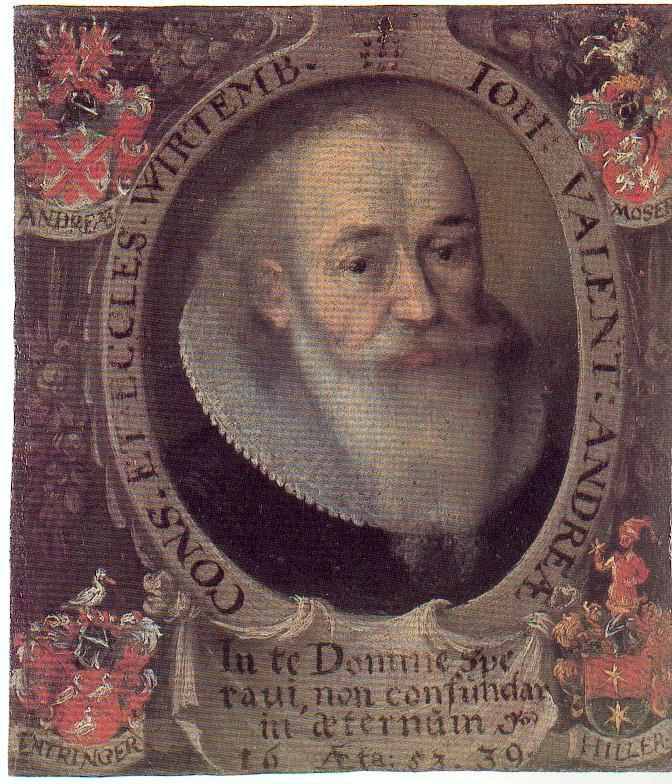
Johann Valentin Andreae

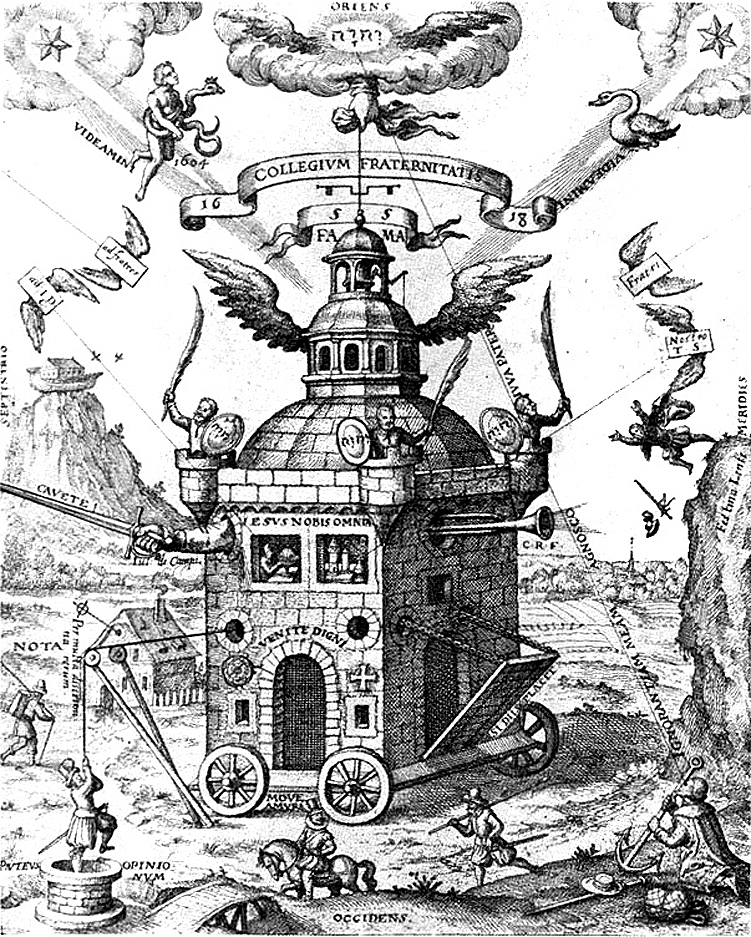
Chrám Rosekruciánů, Teophilus Schweighardt Constantiens, 1618

Rosekruciánství vzniklo v Německu počátkem 17. století. Po roce 1614 zde byly anonymně publikovány tři rosekruciánské manifesty, Fama Fraternitatis Rosae Crucis (Pověst Bratrstva růžového kříže), Confessio Fraternitatis (Vyznání Bratrstva) a Alchymická svatba Christiana Rosenkreutze, za jejichž autora je považován teolog Johann Valentin Andreae, který je také autorem rosekruciánské legendy.
Vliv těchto tří sociálně kritických mystických spisů, líčících „nejchvályhodnější řád“ a „obecnou reformu lidství“, byl tak silný, že historička Frances Yates později označila 17. století za epochu „rosekruciánského osvícenství“.
Manifesty se setkaly s mnohými reakcemi v Německu, Anglii i Francii. Někdy byly označovány za projev Hereze či za politickou agitaci, jiné reakce byly spíše nadšené. K těm, kdo se k manifestům vyjádřili, patřil René Descartes, Elias Ashmole, John Dury, Robert Fludd, Michael Maier nebo Jan Amos Komenský. Historik Roland Edighoffer vidí jejich bezprostřední původ v dobových politických a náboženských krizích, především pak v úpadku luteránství na úkor kalvinismu a katolicismu, a také je spojuje s dobovým rozvojem vědy. Cílem jejich autorů byl podle něj duchovní rozvoj bez svazujících sporů o pravověrnost a o smíření s křesťanstvím a novými vědeckými poznatky. Religionistka Helena Pavlincová chápe rosekruciány jako mysterijní společenství mimo církevní struktury s cílem o rozsáhlou společenskou reformu prostřednictvím učenosti a věd.

### Christian Rosenkreutz
Osobnost legendárního zakladatele „tajného“ středověkého řádu Růže a Kříže, Christiana Rosenkreuze, je bezprostředně spojována s hermetickým učením. Tato jinotajná postava německého lékaře a filosofa měla putovat na přelomu 14. a 15. století do Jeruzaléma. Podle základního rozekruciánského spisu Fama Fraternitatis (1614) však Rosenkreuz nedosáhl tohoto cíle, nýbrž nabyl v bájném arabském městě Damkaru esoterického poznání ve fyzice, matematice, magii a kabale. Toto pak po návratu přes Španělsko zpět šířil po Evropě.
Putování a postava Christiana Rosenkreuze jsou typickým alegorickým výtvorem pozdního středověku (podobně jako Komenského Labyrint světa a ráj srdce); s tím, že jednotlivým fázím jeho cesty lze podle alchymistického způsobu připodobňovat nejen reálnou reflexi okolního světa, ale také postupné transmutační kroky k realizaci alchymistického Velikého Díla.

### Rosekruciánská hnutí 19. století
Rozekruciánská tradice souvisí s tradicí svobodného zednářství a její historii lze spolu s historií alchymie sledovat až do osvícenství. Po přerušení v 18. století křížily její již značně pokřivené a zprostředkované ideje různí okultisté. Mezi jejich potomky patřila i rozekruciánská skupina okolo francouzského literáta Joséphina Péladana. Ten se „…pokusil spojit katolictví s estetismem přebujelého kultu umění a s neorenesancí v okultistickém hnutí růžového kříže, 1888 založil Řád chrámu růžového kříže a jmenoval se jeho velmistrem.“ Péladan odvozoval svůj původ od chaldejských mágů. Byl zastáncem přísné vnitřní kázně, což se projevilo i v přísaze skládané při vstupu do řádu: „Přísahám, při svém věčném hledání, že budu zbožňovat a milovat krásu na cestách Umění a Mystéria; že budu chránit své srdce před sexuální láskou pro tu ideální a nikdy nebudu hledat poezii v ženě, která je pouze jejím hrubým obrazem.“